# Atkinsoniella opponens
Atkinsoniella opponens är en insektsart som först beskrevs av Walker 1851.  Atkinsoniella opponens ingår i släktet Atkinsoniella och familjen dvärgstritar. Inga underarter finns listade i Catalogue of Life.